# Bechyně
Bechyně település Csehországban, a Tábori járásban. Bechyně Chrášťany, Týn nad Vltavou, Dražíč, Hodonice, Sudoměřice u Bechyně, Černýšovice, Haškovcova Lhota, Dobronice u Bechyně és Radětice településekkel határos. Lakosainak száma 4838 fő (2024. január 1.).

## Népesség
A település lakosságának változását az alábbi diagram mutatja:
| Lakosok száma | 2994 | 2714 | 2725 | 4818 | 5689 | 5278 | 5154 | 5097 | 4870 | 4838 |
|               | 1869 | 1900 | 1921 | 1961 | 1980 | 2011 | 2016 | 2019 | 2021 | 2024 |